# Monte Ginepro
Monte Ginepro è un rilievo delle Montagne della Duchessa che si trova tra il Lazio e l'Abruzzo, tra la provincia di Rieti e la provincia dell'Aquila, tra il comune di Borgorose e quello di Lucoli.

## Descrizione

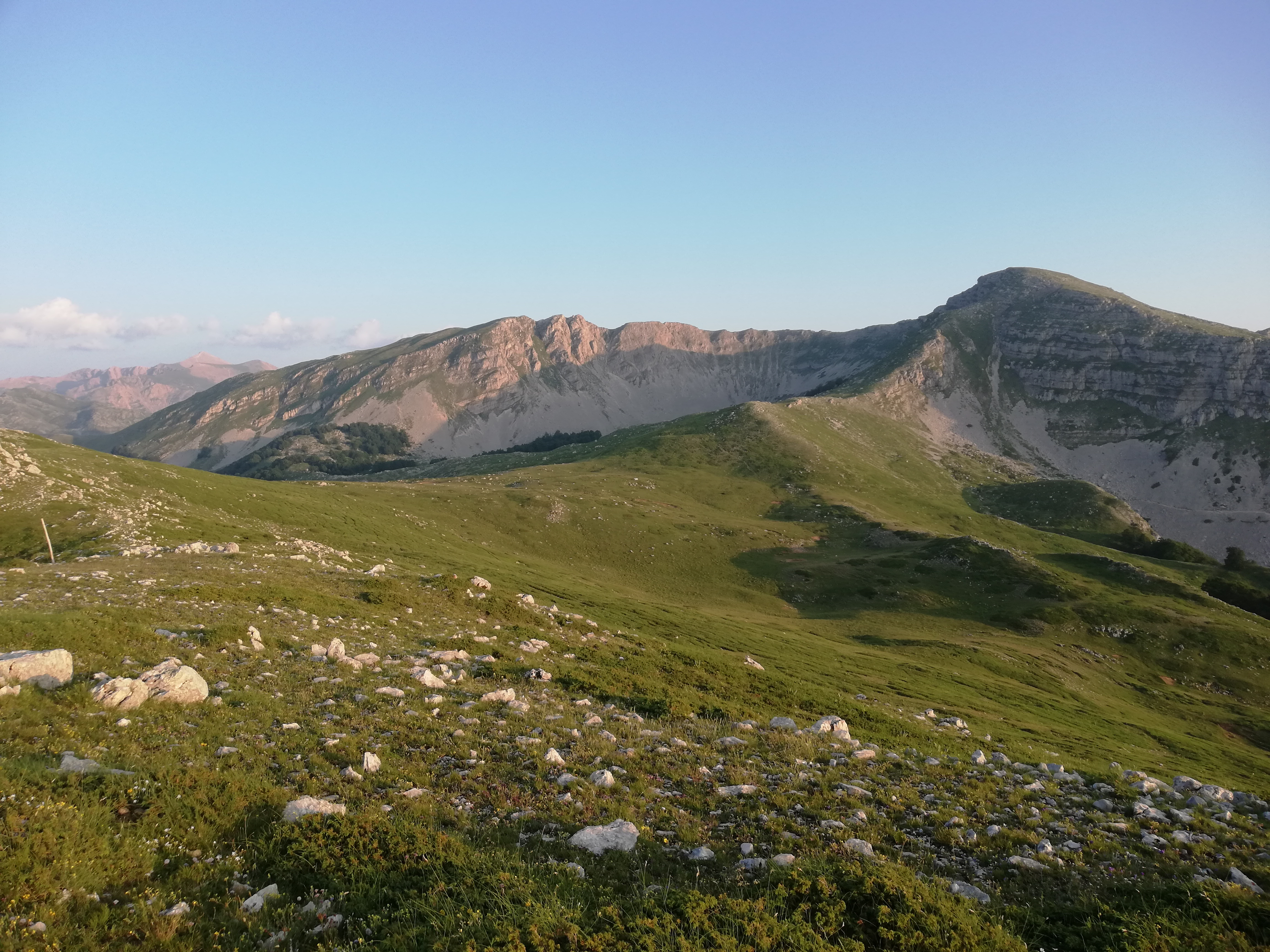
Il vasto pianoro erboso tra il Ginepro e il Morrone (sullo sfondo)

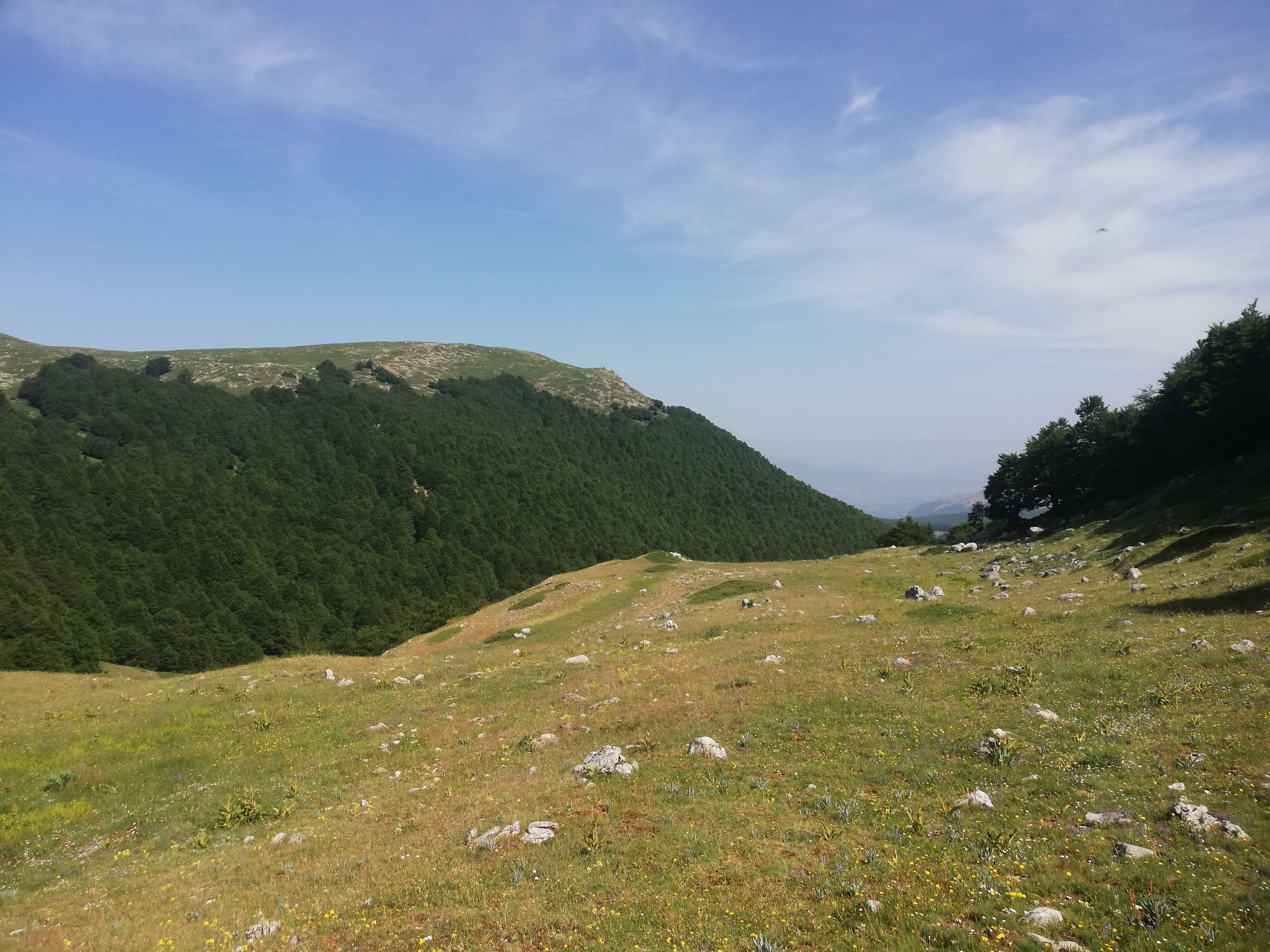
Il monte Ginepro visto da Vado dell'Asina (versante Est)

Il Ginepro rappresenta la propaggine settentrionale del monte Morrone della Duchessa. È pressoché privo di prominenza: sui versanti Ovest, Nord e Sud mostra fianchi boscosi a picco su valle dell'Asino (Est) e valle Amara (Nord e Ovest), con dislivello di circa 500 metri, motivo della sua considerazione come vetta, mentre il lato verso il Morrone consiste in un vasto pianoro erboso, ricco dei ginepri che gli danno il nome, che scende per una trentina di metri dalla punta verso il colle da cui risale la piccola cresta nord-est del Morrone.
Dalla cima si gode di una bella vista sul monte Cava, sull'Orsello e sui monti Puzzillo, Morretano, Costone Occidentale e Uccettù, oltre al versante sud del Morrone.